# Baruch Feinberg
Baruch Feinberg (hebr. ‏ברוך ברוך‎, ur. 6 sierpnia 1933, zm. 17 maja 2007) – izraelski olimpijczyk, lekkoatleta.
W roku 1960 Feinberg brał udział w igrzyskach w Rzymie. Startował w eliminacjach rzutu oszczepem, których nie przeszedł. Łącznie zajął 24. miejsce.